# Август Фердинанд Мебіус
А́вгуст Фердина́нд Ме́біус (нім. August Ferdinand Möbius; 17 листопада 1790 — 26 вересня 1868) — німецький геометр і астроном.

## Біографія
Народився в Шульпфорті. Під керівництвом Карла Гауса вивчав астрономію. З 1816 почав власні астрономічні спостереження в Плейсенбурзькій обсерваторії, в 1818 став її директором, пізніше — професором Лейпцизького університету.
Праці з проективної геометрії. Зокрема, вперше ввів систему координат і аналітичні методи досліджень, встановив існування односторонніх поверхонь (стрічок Мебіуса), багатогранників, для яких неможливо застосувати «закон ребер» і які не мають об'єму. Один із засновників теорії геометричних перетворень, а також топології, теорії векторів і багатовимірної геометрії. Отримав важливі результати в теорії чисел (функція Мебіуса μ(n)). Ім'ям Мебіуса названо кратер на зворотньому боці Місяця й астероїд 28516 Мебіус.